# Crottin de Chavignol
A crottin de Chavignol egy francia kecskesajt, Franciaország Berry nevű vidékén kezdték el készíteni. Zsírtartalma 45%-os. Állaga lágy, héja természetes. Szokásos formája 5 cm-es átmérőjű, 3 cm magas henger, aminek súlya 60 gr körül van. Íze erősen pikáns.
Két hónapig érlelik. Túlérett állapotában barna, száraz, repedezett lesz, innen kapta tréfás nevét, ami tulajdonképpen trágyát jelent.
A crottin de Chavignolhoz jól illik a sauvignon blanc-bor.